# واين فيتزجيرالد
واين فيتزجيرالد (بالإنجليزية: Wayne Fitzgerald)‏ هو مصمم أمريكي، ولد في 19 مارس 1930 في لوس أنجلوس في الولايات المتحدة، وتوفي في 30 سبتمبر 2019 بسبب إنفلونزا.

## وصلات خارجية
- واين فيتزجيرالد على موقع IMDb (الإنجليزية)
- واين فيتزجيرالد على موقع تيرنر كلاسيك موفيز (الإنجليزية)
- واين فيتزجيرالد على موقع قاعدة بيانات الفيلم (الإنجليزية)